# 半途列炮
半途列炮，中国象棋佈局一種，指後手首先進馬，稍後才走列手炮。很多時在還架中炮之前會進另一隻炮，封鎖對方直車出路，旨在對攻。